# Judería de Córdoba

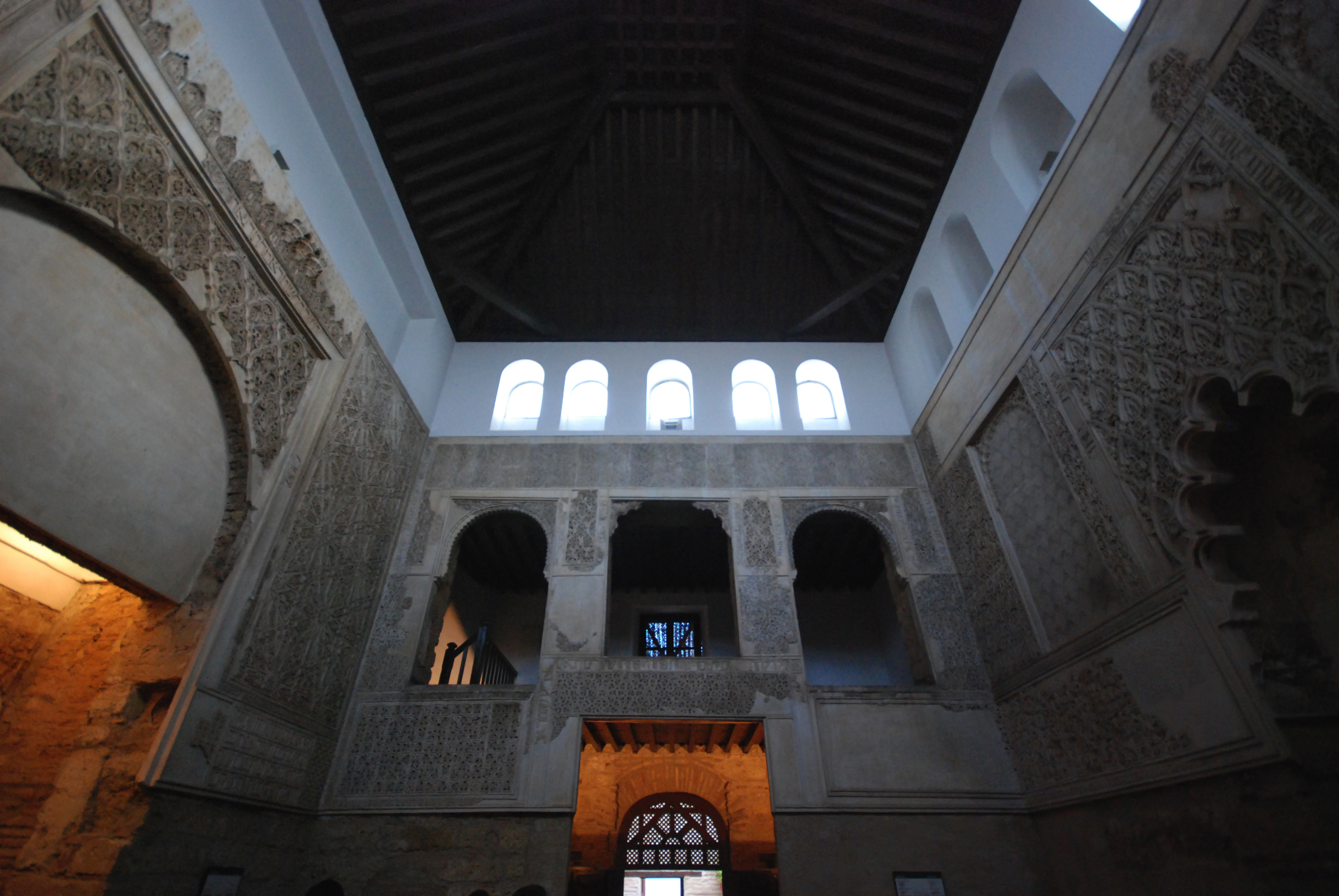
La Sinagoga de Córdoba es una de las tres sinagogas que se mantienen en pie actualmente en España. Fue construida en 1315 por el alarife Isaac Moheb.

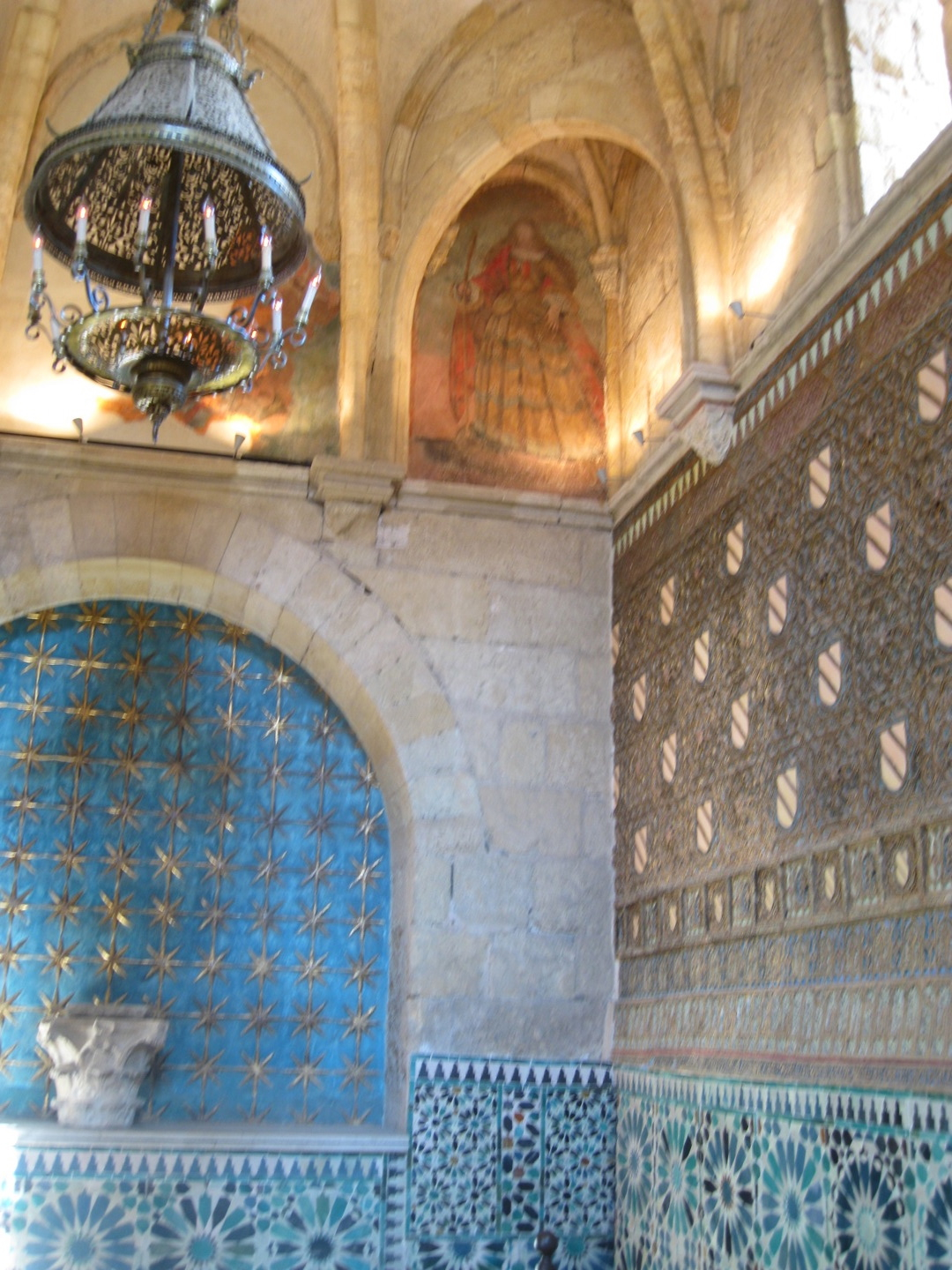
La capilla de San Bartolomé fue construida en 1399 para repoblar el barrio del violento ataque antijudío de 1391.

La judería de Córdoba es una zona de la ciudad española de Córdoba que fue, entre el siglo XIII y XV, el barrio en el que vivían los judíos. La zona que actualmente es conocida por ese nombre se encuentra al noroeste de la Mezquita-catedral, en la zona comprendida entre las calles Deanes, Manríquez, Tomás Conde, Judíos, Almanzor y Romero, aunque no se corresponda exactamente con la zona que los judíos durante ese periodo habitaron mayoritariamente.
Forma parte del centro histórico de Córdoba que fue declarado Patrimonio de la Humanidad por la Unesco en 1994. Es una de las zonas más visitadas por los turistas, ya que en ella se pueden ver, además de la Mezquita-Catedral, museos como la Casa de Sefarad y monumentos como la Sinagoga, el Zoco Municipal y la capilla mudéjar de San Bartolomé.

## Historia

### La antigua judería islámica
Aunque hay evidencias de que existió presencia judía en Córdoba desde época romana, la judería de Córdoba no siempre ha estado ubicada en el mismo lugar. De hecho, tras la invasión musulmana, los judíos quedaron expulsados extramuros, fundamentalmente en la zona norte, entre los jardines de la Merced y la iglesia de Santa Marina. De esta época se halló en el barrio de Zumbacón la única inscripción funeraria judía encontrada en la ciudad, la lápida hebrea de Yehudah Bar Akon, datada en el año 845; así como el cipo funerario en el interior de la iglesia de San Miguel, que muestran la presencia de una necrópolis judía por la zona. De hecho, la desaparecida puerta de Osario era conocida en la época como Bab al-Yahud (puerta de los Judíos).
La destrucción de esta primera judería llegó tras la caída del Califato cordobés y el saqueo de la ciudad a manos de Suleimán en 1013, por lo que muchas familias hebreas se vieron obligadas a exiliarse. Sin embargo, la represión y aniquilación definitiva se produjo con la llegada de los almohades en 1148, radicales bereberes provenientes del norte de África, que prohibieron la presencia judía en la región. En estos acontecimientos vivió el rabino y filósofo Maimónides, quien tuvo que exiliarse con su familia.

### La judería en época cristiana
Tras recuperar Fernando III la ciudad durante la conquista de Córdoba en 1236, volvieron los judíos a establecerse en ella, mientras que su hijo Alfonso X el Sabio cerró y delimitó el barrio de la judería en 1272, en el entorno noroccidental de la Mezquita-catedral, tal y como se conoce actualmente. En 1315 se construyó el que probablemente es el edificio más representativo de la judería: la Sinagoga de Córdoba, realizada por el arquitecto Isaac Moheb.

#### Revueltas antijudías y expulsión
En 1391 se produjo una de las revueltas antijudías más violentas por los cristianos en la mayoría de juderías de Castilla, Aragón y Navarra, en la que se saqueó, asesinó y forzó a convertirse a sus habitantes, perdiendo a una gran parte de la población. Este pogromo hizo que hubiera que replobar el barrio, por lo que comenzó a denominarse como "colación de san Bartolomé", presidida por la nueva capilla mudéjar de San Bartolomé (1399).
En 1406 se produjo un nuevo ataque a la judería, en la que el monarca Enrique III tuvo que intervenir multando a los ciudadanos cordobeses con 40.000 doblones. En 1473 una mujer conversa supuestamente provocó a los cristianos durante Semana Santa, en la denominada matanza de la Cruz del Rastro, quienes entraron saqueando de nuevo este barrio. En 1478 el corregidor Francisco Valdés trasladó a los judíos al barrio del Alcázar Viejo, estos reclamaron el traslado a la monarquía, quien les permitió quedarse donde estaban.
Finalmente, el 31 de marzo de 1492, Isabel la Católica promulgó el Edicto de Granada por el que se decretaba la expulsión de los judíos del reino, en la que únicamente tenían cuatro meses para abandonar el país. La Sinagoga quedó convertida en hospital de hidrófobos y capilla de Santa Quiteria, volviendo a recuperarse a finales del siglo XIX.

## Lugares de interés
- La sinagoga de Córdoba, construida en 1315 por Isaac Moheb.
- La capilla de San Bartolomé, construida en 1399 para repoblar el barrio debido a las revueltas antijudías.
- El zoco Municipal, mercado de artesanía ubicado en una vivienda del siglo XV.
- La puerta de Almodóvar formaba parte de las murallas y era el límite de la judería.
- En la plaza de Tiberíades se halla la estatua de Maimónides, filósofo judío nacido en Córdoba.
- La Casa Andalusí y el Museo de la Alquimia.
- La Casa de Sefarad, museo dedicado a la cultura judía y la sinagoga.
- El Museo Taurino Municipal.
- La Casa de las Pavas, construida en 1597 por Juan Sigler de Espinosa.